# イヴァナ・ウォン
イヴァナ・ウォン（王 菀之、Ivana Wong、本名：王 愛之、1979年6月18日 - ）は、香港の女性シンガーソングライター。現在の所属レコード会社は、イースト・アジア・エンターテインメント（香港）、シードミュージック（台湾）。所属事務所はリッチ・アンド・フェイマス・タレント・マネージメント・グループ。

## 人物
「鑽石級創作才女」（ダイヤモンドレベルの創造的才能のある女性）と称えられ、自身のデビュー前から有名歌手たちに楽曲を提供していた。その数は、四大天王の張學友（ジャッキー・チュン）やアンディ・ラウ、鄭秀文（サミー・チェン）、蔡依林（ジョリーン・ツァイ）、劉若英（レネ・リウ）、陳慧琳（ケリー・チャン）、梁詠琪（ジジ・リョン）、薛凱琪（フィオナ・シット）と多数にのぼる。
コンサートは海外アーティストのビョークや椎名林檎を参考にしていると語り、2010年11月には、方大同（カリル・フォン）と蘇打綠（ソーダグリーン）との共同コンサートで、椎名林檎の茎 (STEM)をカバーしている。

## 経歴
1979年、父王帆、母馮志麗との間に、香港で生まれる。張祝珊英文中学を経て、カナダのブリティッシュコロンビア大学に留学し、経済学を専攻。カナダに留学中だった2000年、香港のCASH（Composers and Authors Society of Hong Kong、香港の作曲家協会）のソングライターコンテストに出場し、最優秀賞を獲得。その後、香港に帰国するとすぐに中国人の人気歌手たちに楽曲を提供するようになった。
2004年、彼女はユニバーサルミュージックとの契約に署名して、プロのシンガーソングライターとなった。
2005年5月19日、彼女自身の名を冠した広東語のEP『Ivana王菀之』でデビュー。同年11月には、ファースト・フルアルバム『I Love My Name』をリリース。
2007年、台湾出身のロックバンド、ソーダグリーンの呉青峰が楽曲制作に協力した初の北京語アルバム『王菀之Ivana首張國語創作專輯』をリリース。

## 音楽作品

### 代表曲
2004年
- 把戲

2005年
- 想飛
- 一秒感動
- 我真的受傷了
- 手望
- 手望（守望版）
- 雷電
- 多得你夢

2006年
- 我想不起
- 詩情
- 畫意
- （巴黎沒有）摩天輪

2007年
- 幸福
- 融了鐘的時間
- 面具
- 真心話
- 重見家圓
- 是一個誤會沒什麼可悲（叱咤903）
- 你是我最愛的人

2008年
- 怎麼會寂寞
- 學會
- 我來自火星
- 我來自火星 (Infinity Journey Mix)
- 永遠幾遠
- 多愁善感

### アルバム
- 2005年5月19日：『Ivana』（EP）
- 2005年11月11日：『I Love My Name』
- 2006年3月：『I Love My Name AVCD』
- 2006年12月1日：『詩情·畫意』
- 2007年3月28日：『詩情·畫意』（再版）
- 2007年6月25日：『Read My Senses...』
- 2007年12月6日：『Ivana王菀之』（台湾版）
- 2007年12月18日：『Ivana王菀之』（香港版）
- 2008年2月15日：『Ivana王菀之』（再版）
- 2008年10月11日：『Infinity Journey』
- 2009年10月29日：『On Wings Of Time』
- 2010年7月2日：『Octave』
- 2011年5月26日：『Cinema Of Love』（EP）
- 2011年11月1日：『The Songbird Anthology』
- 2013年2月8日：『Atmosphere No.3: 霧』（EP）
- 2013年6月7日：『晴歌集』
- 2017年2月10日：『The Whimsical Voyage』（EP）
- 2017年3月31日：『Much Feeling Little Thinking』

### VCD／DVD／Blu-ray
- 2006年：『拉闊演奏廳 王菀之 X 張敬軒』カラオケVCD／DVD
- 2007年：『アンソニー・ルン 2006 琴晩夜紅館騷 コンサート』CD／DVD
- 2009年：『我来自火星08演唱会』CD／DVD
- 2012年：『水・百合演唱会』CD／DVD
- 2014年：『菀之論王菀之二零一四演唱会』CD／DVD／Blu-ray
- 2016年：『Fragrance of Music with Alex Fung & Hong Kong Philharmonic Orchestra Live』CD／DVD／Blu-ray
- 2017年：『The Magical Teeter Totter 張敬軒・王菀之演唱会 2017』CD／DVD／Blu-ray

### 参加のアルバム
- 2005年：『Kid Kid Kid』
- 2006年：『自作自樂-臉紅』
- 2007年：『Love07情歌集 樂壇獎門人』
- 2007年：『叱咤新一代』
- 2007年：『Love07情歌集 壓軸篇』

### 作曲と作詞
- ジャッキー・チュン：『我真的受傷了』（北京語） - 作曲／作詞
- サミー・チェン：『戀上你的床』 - 作曲
- リーマス・チョイ：『上癮』、『失魂落魄』 - 作曲
- 2R：『變出我精彩』- 作詞
- フィオナ・シット：『冬眠／Vie-Ya』、『小黑與我』 - 作曲
- 陳慧琳：『柴門文的女人』- 作曲
- アンディ・ホイ：『明日之後』- 作曲
- 蔡依林：『許願池的希臘少女』- 作曲
- レオ・クー：『花灑』、『我生』、『為何』、『賞心樂事』 - 作曲
- アンディ・ラウ：『多愁善感』- 作曲
- ハッケン・リー：『情比紙薄』- 作曲
- 容祖児：『傷神』- 作曲／作詞、『呼天不應』- 作曲
- ジジ・リョン：『愛上你開始』、『初心』（北京語） - 作曲
- ミリアム・ヨン：『郎來了』- 作曲
- ヒンス・チョン：『如果我』- 作曲／作詞
- バリー・イップ：『颱風』- 作曲
- ルネ・リウ：『別人』- 作曲
- 袁泉：『那件瘋狂的小事叫愛情』- 作曲
- 陳文媛：『陳舊車站』- 作曲、『卻歩』（北京語） - 作曲／作詞
- イヴァナ・ウォン：『詩情』、『畫意』、『（巴黎沒有）摩天輪』、『融了鐘的時間』、『幸福』、『恨也講資格』、『Love Has It All』、『真心話』、『重見家圓』、『怎麼會寂寞』 - 作曲
- イヴァナ・ウォン：『想愛不相愛』、『與愛人飛』、『滿天星』、『我好愛你』、『雷電』、『一秒感動』、『小心易碎』、『面斥不雅』、『忽然起舞』、『多得你夢』、『愛自己』、『小天使』、『我想不起』、『面具』、『是一個誤會沒甚麼可悲』、『快樂的小女孩』、『White』、『Just In Case』、『你是我最愛的人』 - 作曲／作詞
- イヴァナ・ウォン／ヒンス・チョン：『手望』、『隨你』（北京語） - 作曲／作詞
- イヴァナ・ウォン／サミー・リョン：『擁抱一個人』 - 作曲

### 未リリースの歌曲
- 請不要説（『小黑與我』のオリジナル曲--北京語）

### テレビドラマ主題歌
- ドラマ主題歌：『銀楼金粉』 - 認命

### 参加のコンサート
- ジャッキー・チュン活出生命ライブコンサート（2004年10月5日）
- 王菀之 X 張敬軒 903 拉闊演奏庁（2006年7月18日）
- MOOV方大同 X 王菀之音楽会（2006年12月13日）
- TVB LIVE House王菀之個人音楽会（2007年1月25日）
- 張敬軒 王菀之 友誼万歳チャリティーコンサート（マカオ）（2007年3月2日-3月4日）
- Nokia音楽有得Talk・903 Music Talkie 音楽会（2007年3月29日）
- Nokia音楽有得Talk・903 Music Talkie 音楽会II（2007年6月18日）
- Read My Senses発佈ミニコンサート（2007年7月6日）
- ハッケン・リー2007マレーシアコンサート（2007年7月28日）
- APMミニコンサート（2007年8月11日）
- YES! Don't miss a moment 夏日音楽会（2007年8月24日）
- サミー&キティ歌劇団2007 Lokamochi Mamiba（2007年9月23日と9月24日）
- Neway Shall We 音楽会（イヴァナ・ウォンxデニス・ホーxステファニー・チェンxHotCha）（2007年12月27日）
- ヒンス・チョンコンサート（2008年4月5-7日）
- 拉闊変奏庁第一場 イヴァナ・ウォン（2008年7月28日）
- イヴァナ・ウォン我來自火星コンサート（2008年9月27-28日）
- 方大同x王菀之x蘇打緑コンサート（2011年11月24日）

## 出演作品

### テレビドラマ
- 老表、すごいね！（老表，你好嘢！）(2013年、TVB) - 呉芝晴 役

## 書籍
- 2007年7月：『王菀之写真・閃電雲』

## 広告
- 創意形象設計比賽
- 維他清心棧広告2006（主題歌 詩情 清心Mix）
- 維他清心棧広告2007（主題歌 真心話）
- パーソンズミュージック

## 参照
1. ↑  http://img.tvb.com/p/weekly/file/606/606_02.02.2009.pdf （中国語）2009年2月2日 TVB周刊 牛華領軍 東亞七星耀樂壇 春牛大計
2. ↑  “落重本搞聲效 做出壓場感 王菀之紅館開騷靚聲饗樂迷” (中国語).   YAHOO香港 (2011年7月13日). 2012年12月11日閲覧。